# Spodnja Pohanca
 Spodnja Pohanca je naselje u Općini Brežice u istočnoj Sloveniji.  Spodnja Pohanca se nalazi u pokrajini Štajerskoj i statističkoj regiji Donjoposavskoj. 

## Stanovništvo
Prema popisu stanovništva iz 2002. godine Spodnja Pohanca je imala 99 stanovnika.

### Etnički sastav
1991. godina:
- Slovenci: 101 (95,3%)
- Hrvati: 3 (2,8%)
- Nepoznato: 2 (1,9%)